# HD 27349
HD 27349，又名BD+31 757，SAO 57166、HR 1344，是一颗恒星，视星等为6.16，位于銀經166.35，銀緯-12.81，其B1900.0坐标为赤經4h 13m 47.9s，赤緯+31° -12.81′ 42″。